# Josef Sůva
Josef Sůva (21. října 1934 Hrzín – 28. dubna 2023) byl český historik umění, tvůrce sbírky Galerie moderního umění v Hradci Králové, malíř a sběratel umění.

## Život
V letech 1957–1962 vystudoval dějiny umění a estetiku (prof. Jan Květ, Jaromír Pešina, Jaromír Neumann) na Filozofické fakultě Univerzity Karlovy v Praze.
PhDr. Josef Sůva vedl v letech 1963–1997 Galerii moderního umění v Hradci Králové. Za jeho působení získala galerie do sbírek mistrovská díla významných umělců českého umění 20. století jako Jan Preisler, Bohumil Kubišta, Emil Filla, Mikuláš Medek, Zdeněk Sklenář, František Muzika. Zaměřil se také na autory neprávem opomíjené, jimž nákupy pomáhal v těžkých životních situacích. Podařilo se mu získat ucelené kolekce díla např. Josefa Váchala, Karla Šlengera a Ladislava Zívra. Výrazně je ve sbírkách zastoupen kubismus, surrealismus, grafika 60. let, český symbolismus, informel, imaginativní umění.
Inicioval vznik ocenění pro umělce, tzv. Kubištovy ceny, kterou jako první získali na slavnostním večeru v Palmové zahradě Josef Váchal a Ladislav Zívr.
Josef Sůva byl znalcem umění české moderny a vzácným znalcem regionální výtvarné scény. Vedle umění se zabývá evropskými dějinami a historií českého státu, speciálně kapitolou husitství a osobností Jana Žižky.
 Publikoval v časopisech Výtvarná práce, Výtvarná kultura, Ateliér
Dne 28. března 2012 se stal v katedrále sv. Ducha v Hradci Králové laureátem ceny Primus inter pares za celoživotní přínos městu a budování sbírky Galerie moderního umění v Hradci Králové.

## Publikační činnost
- SŮVA, Josef. Krajina, zátiší: Hradec Králové 1963. Hradec Králové: SČSVU, 1963, 1 sv.
- Sůva J, Bohumil Kubišta. K 80. výročí narození, kat. výstavy, Hradec Králové 1964
- SŮVA, Josef. Národní umělec Václav Rabas: obrazy z let 1920–1950. Hradec Králové: Krajská galerie, 1964, 1 sv.
- SŮVA, Josef a Ivan SKÁLA. Karel Hladík: sochařské dílo 1937–1964 : katalog výstavy, Hradec Králové, červen a červenec 1964. Hradec Králové: Krajská galerie, 1964, 13 s
- SŮVA, Josef. Ladislav Zívr: sochařské dílo 1930–1965. Hradec Králové: Krajská galerie, 1965, [19] s.
- SŮVA, Josef a Jaromír TAUSCH. Moderní české umění: 1. výstava obrazů Okresní galerie v Havlíčkově Brodě, pořádaná v prosinci 1965 a lednu 1966. Havlíčkův Brod: Okresní galerie, 1966, 1 sv.
- SŮVA, Josef. I. mezinárodní sochařské symposium '66: Hořice v Podkr., Československo. Hradec Králové: Krajská galerie, 1966, 1 sv., obr. příl.
- SŮVA, Josef. František Gross – malířské dílo 1931–1965: katalog výstavy, Hradec Králové, srpen 1966. Hradec Králové: Krajská galerie, 1966, [17] s.
- SŮVA, Josef. Kamil Lhoták, grafika: Hradec Králové, duben 1966. Hradec Králové: Krajská galerie, 1966, [12] s.
- SŮVA, Josef. Moderní české umění ze sbírky Rudolfa Hršela: Hradec Králové, červen 1967. Hradec Králové: Krajská galerie, 1967, [14] s.
- Jaroslav Kolomazník, plastiky: [katalog výstavy] : Hradec Králové, říjen – listopad 1970. Hradec Králové: Krajská galerie, 1970, [14] s.
- SŮVA, Josef. Umělecká díla ze státních zámků východních Čech: Hradec Králové, květen – červen 1971. Hradec Králové: Krajská galerie, 1971, 1 sv.
- SŮVA, Josef. Umělecká díla ze sbírek hradeckých sběratelů: Hradec Králové, říjen – listopad 1972. Hradec Králocé: Krajská galerie, 1972, [9] s.
- Vladimír Komárek, Obrazy z let 1965–1972: květen 1972 ; text Josef Sůva. Hradec Králové: Krajská galerie, 1972, 1 sv.
- Přírůstky uměleckých děl 1963–1967: [Krajská galerie Hradec Králové. Hradec Králové: Krajská galerie, 1973, 32 s.
- SŮVA, Josef. Quido Roman Kocian, málo známé obrazy. Hradec Králové: Krajská galerie, 1973, 1 sv.
- SŮVA, Josef. Karel Šlenger – obrazy z let 1964–73: srpen-září 1973 ; připravil Josef Sůva. Hradec Králové: Krajská galerie, 1973, [20 s.].
- SŮVA, Josef. Kamil Lhoták, obrazy. Hradec Králové: Krajská galerie, 1974, 11 s.
- Adresář výtvarných umělců Východočeského kraje. 1. vyd. Hradec Králové: Krajská galerie, 1974, 19 s.
- SŮVA, Josef. Kamil Lhoták: obrazy : Hradec Králové 1974. Hradec Králové: Krajská galerie, 1974, [6] s.
- Karel Meisner. Česká Skalice: Muzeum B. Němcové, 1974, 1 sv.
- Soupis celoživotního díla Quido Kociana. Hradec Králové: Krajská galerie, 1975, 19 s.
- ŠLENGER, Karel a Vlastimil KVĚTENSKÝ. Karel Šlenger: výběr z celoživotního díla slovem doprovází autor ; [úvod Josef Sůva ; uspořádal Vlastimil Květenský]. 1. vyd. Hradec Králové: Kruh, 1976, [104] s. obr. příl.
- SŮVA, Josef. Východní Čechy v dílech českých umělců. Hradec Králové: Krajská galerie, 1976, 1 sv.
- SŮVA, Josef. Augustin Ságner – malířské dílo. Hradec Králové: Krajská galerie, 1976, [24] s.
- SŮVA, Josef. Zasloužilý umělec Zdeněk Sklenář: malířské dílo : (výběr). Hradec Králové: Krajská galerie, 1977, 1 sv.
- SŮVA, Josef. Augustin Ságner. Rychnov nad Kněžnou: Orlická galerie, 1978, 1 sv.
- SŮVA, Josef. Zasloužilý umělec Ladislav Zívr: plastiky : málo známá a nová díla : výběr z tvorby : katalog výstavy, Hradec Králové, srpen – září 1978. Hradec Králové: Krajská galerie, 1978, 1 sv.
- SŮVA, Josef. Výstava „Kulturní plakát z přelomu století“ ze sbírek Okresního muzea v Chrudimi. Chrudim: Okresní muzeum, 1981, 19 s.
- SŮVA, Josef. Ladislav Zívr: kresby. Hradec Králové: Krajská galerie, 1984, 1 sv.
- SŮVA, Josef. Zasloužilý umělec Ladislav Zívr: plastiky : říjen – listopad 1984. Pardubice: Východočeská galerie, 1984, 1 sv.
- ŠMEJKAL, František. Zdeněk Sklenář: [monografie s ukázkami z výtvarného díla]. 1. vyd. Praha: Odeon, 1984, 210 s.
- SŮVA, Josef. Josef Ducháč: Václav Macháň : Česká Třebová, 19.2.-9.3.1984. Vysoké Mýto: Okresní muzeum, 1984, 1 sv.
- SŮVA, Josef. Bohumil Kubišta: obrazy, kresby, grafika ze sbírek Krajské galerie. Hradec Králové: Krajská galerie, 1985, [24] s.
- SŮVA, Josef. Karel Hyliš: sochy a kresby : (výběr z tvorby). Hradec Králové: Krajská galerie, 1985, 1 sv.
- SŮVA, Josef. Jindřich Rejnart: obrazy, sklo. Hradec Králové: Krajská galerie, 1987, [5] s
- Jana Štěpánková, plastiky: katalog výstavy, Hradec Králové březen – květen 1989. Hradec Králové: Krajská galerie, 1989, [28] s. ISBN 80-85025-00-0
- ZÍVR, Ladislav. Vzpomínky. Hradec Králové: Krajská galerie, 1989, [48] s.
- SŮVA, Josef. Jan Wagner, mechanické objekty: katalog výstavy, Hradec Králové červen 1989. Hradec Králové: Krajská galerie, 1989, [11] s.
- SŮVA, Josef. Zdeněk Sklenář: poznámky o životě a díle : katalog výstavy, Hradec Králové červenec – srpen 1989. Hradec Králové: Krajská galerie, 1989, [28] s. ISBN 80-85025-01-9.
- Josef Vyleťal: výběr z tvorby : katalog výstavy, Hradec Králové září – říjen 1991. Hradec Králové: Galerie moderního umění, 1991, [19] s. ISBN 80-85025-06-X.
- SŮVA, Josef. František Hodonský: obrazy : katalog výstavy, Hradec Králové 31. října – 1. prosince 1991. Hradec Králové: Galerie moderního umění, 1991, [11] s. ISBN 80-85025-07-8.
- SŮVA, Josef. Václav Zeman: březen a duben 1991. Havlíčkův Brod: Galerie výtvarného umění, 1991, 1 sv.
- SŮVA, Josef. Olbram Zoubek, plastiky a reliéfní tisky. Hradec Králové: Galerie moderního umění, 1993, [28] s. ISBN 80-85025-08-6.
- SŮVA, Josef. Václav Stratil: Galerie moderního umění v Hradci Králové, k výstavě Nové kresby Václava Stratila, květen 1994. Hradec Králové: Galerie moderního umění, 1994, 1 sv. ISBN 80-85025-11-6.
- SŮVA, Josef. Vojtěch Adamec, sochařská tvorba: Galerie moderního umění v Hradci Králové, říjen 1994. Hradec Králové: Galerie moderního umění, 1994, 1 sv. ISBN 80-85025-12-4.
- Jan Měřička, grafika: Hradec Králové, Galerie moderního umění, prosinec 1996. Hradec Králové: Galerie moderního umění, 1996, [14] s.
- ZÍVR, Ladislav, Josef SŮVA a Tomáš RYBIČKA. Ladislav Zívr: výběr ze sochařské tvorby : výstava ke 100. výročí umělcova narození. 1. vyd. V Hradci Králové: Galerie moderního umění ve spolupráci s Horáckou galerií v Novém Městě na Moravě a Oblastní galerií v Liberci, 2009, [40] s. ISBN 978-80-85025-80-4.

### články
- SŮVA, Josef. Josef Gočár a Hradec Králové. Hradecký kurýr-Puls. 19930408, roč. 35, č. 14, s. 4.
- SŮVA, Josef. Okouzlující krajina: Důležitou úlohu hraje barva. Hradecké noviny. Hradec Králové, 19930611, roč. 2, č. 134, s. 6. ISSN 1210-602x.
- SŮVA, Josef. Galerie FONS chce pomoci pardubické nemocnici léčit. Pardubické noviny. 19981219, roč. 7, č. 297, s. 8. ISSN 1210-6046.